# Wysoka (gmina)
Wysoka – gmina miejsko-wiejska w województwie wielkopolskim, w powiecie pilskim. W latach 1975–1998 gmina położona była w województwie pilskim.
Siedziba gminy to Wysoka.
Według danych z 30 czerwca 2004 gminę zamieszkiwały 6943 osoby.

## Struktura powierzchni
Według danych z roku 2002 gmina Wysoka ma obszar 123,04 km², w tym:
- użytki rolne: 79%
- użytki leśne: 13%

Gmina stanowi 9,71% powierzchni powiatu.

## Demografia

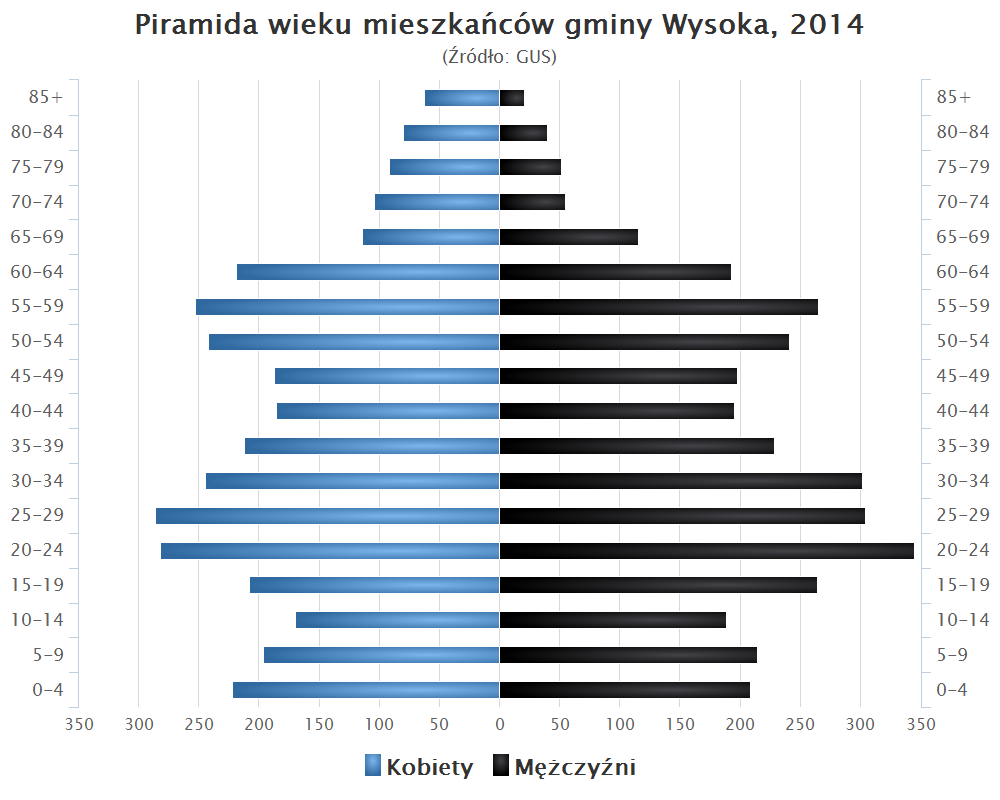
Piramida wieku mieszkańców gminy Wysoka w 2014 roku

Dane z 30 czerwca 2004:
| Opis                              | Ogółem | Ogółem | Kobiety | Kobiety | Mężczyźni | Mężczyźni |
| --------------------------------- | ------ | ------ | ------- | ------- | --------- | --------- |
| jednostka                         | osób   | %      | osób    | %       | osób      | %         |
| populacja                         | 6943   | 100    | 3414    | 49,2    | 3529      | 50,8      |
| gęstość zaludnienia (mieszk./km²) | 56,4   | 56,4   | 27,7    | 27,7    | 28,7      | 28,7      |

## Sołectwa
Bądecz, Czajcze, Jeziorki Kosztowskie, Kijaszkowo, Młotkowo, Mościska, Rudna, Stare, Tłukomy, Wysoczka, Wysoka Mała.

## Pozostałe miejscowości
Czajcze, Gmurowo, Kostrzynek, Nowa Rudna, Sędziniec, Wysoka Wielka.

## Sąsiednie gminy
Białośliwie, Kaczory, Krajenka, Łobżenica, Miasteczko Krajeńskie, Wyrzysk, Złotów